# John Doe
Az amerikai kultúrában a John Doe személynév egy átlagos, név nélküli emberre vonatkozik, akit éppen az átlagosságra példaként szoktak felhozni, vagy ismeretlen személyek azonosítására használják. A név számos alkotásban fellelhető. Női változata a Jane Doe. Gyermekekre a Precious Doe (szabad fordításban: „Drága jó Doe”) vagy a Baby Doe (szabad fordításban: „Doe baba”) kifejezések használatosak. A család többi tagjait James Doe-nak, Judy Doe-nak stb. hívják. A nemzeti zsargonban néha feltűnik Joe Schmoe alakban is.
Az Egyesült Államokban leggyakrabban az azonosítatlan elhunytaknál alkalmazzák a John/Jane Doe nevet. A névtelen sértett a bírósági eljárásban Richard Roe és női változatában Jane Roe néven ismert (a Roe kontra Wade perből ihletve).
Az elnevezés eredetére fény derül Charles Rembar The Law of the Land című könyvében.
A számítógépes szoftverek kitöltésénél megadandó vezeték- és keresztnévnél is gyakran hozzák fel példaként a John Doe nevet.

## John Doe-variációk szerte a világon
| Arab országok           | Fulan (arabul: فلان), női megfelelő: Fulanah (فلانة), Ellan (علان), Majhoul (arabul: مجهول) |
| Argentína               | Juan Pérez, Fulano de Tal, Fulano, Mengano, Menganito. |
| Ausztrália              | Fred Nurk, Joe Farnarkle, John Citizen, Joe Blow/Bloe, John Barry, Joe Bloggs (amint az Egyesült Királyságban, itt is ez a legnépszerűbb) |
| Ausztria                | Hans Meier, Hans Maier, Hans Mayer, Herr und Frau Österreicher |
| Belgium                 | Jan Janssen, Piet Pietersen, Jos Joskens |
| Brazília                | Fulano (de Tal), Sicrano, Beltrano, João da Silva, Zé da Silva, Zé Ninguém. |
| Chile                   | Juan Pérez, Fulano de Tal, Perico de los Palotes |
| Csehország              | Jan Novák, Karel Vomáčka |
| Dánia                   | N.N. |
| Dél-afrikai Köztársaság | Koos van der Merwe |
| Ecuador                 | Juan Pérez, Fulano, Zutano, Mengano, Perencejo |
| Észak-Macedónia         | Петар Петровски |
| Észtország              | Jaan Tamm (férfi), Tädi Maali (és az idős hölgy: „Aunt Maali”) |
| Feröer                  | Miðalhampamaður |
| Finnország              | Matti Meikäläinen (férfi/általános) és Maija Meikäläinen (nő) |
| Franciaország           | Jean Dupont, Paul Martin, Monsieur Durand, Monsieur/Madame Untel |
| Fülöp-szigetek          | Juan dela Cruz |
| Görögország             | Γιώργος Τάδε (férfi), Μαρία Τάδε (nő), Τάδε Ταδόπουλος, ο Δείνα, ο Φούφουτος, Ένας Κάποιος |
| Guatemala               | Juan Pérez, Fulano, Zutano, Mengano, Perencejo |
| Hollandia               | Jan Modaal |
| Hongkong és Makaó       | 陳大文 (Ping Hua Ko) |
| Horvátország            | Ivan Horvat, Pero Perić |
| Indonézia               | Si Polan |
| India                   | Ashok Kumar, (női változata nem ismert) |
| Irán                    | Folani, Felani |
| Írország                | Seán és Síle Citizen |
| Izland                  | Meðal-Jón, Meðal-Jóna, Jón Jónsson, Jóna Jónsdóttir |
| Izrael                  | Israel Israeli ישראל ישראלי, valamint a Ploni פלוני és Almoni אלמוני (mint Ploni párja), Moshe Kohen משה כהן és Dani דני (mindig fiatalember) |
| Japán                   | 山田太郎 (Yamada Taro), 山田花子 (Yamada Hanako), 名無しの権兵衛 (Nanashi-no-Gombei), 何野某 (Nanno Nanigashi), (vízbe fulladt mindkét nembeli emberek: 土左衛門 Dozaemon) |
| Kanada                  | G. Raymond (férfi/nő legtöbbször bankkártyákon névnek, egyszerre angol és francia hangzású név), John Jones, Jos Bleau (Quebec-ben, a Joe Blow francia változata) |
| Kína                    | 无名氏 (pinyin: Wúmíng Shì); 赵大 (pinyin: Zhào Dà), 钱二 (pinyin: Qián Èr), 孙三 (pinyin: Sūn Sān, 李四 (Lǐ Sì),; 张三 (pinyin: Zhāng Sān), 李四 (pinyin: Lǐ Sì), 王五 (pinyin: Wáng Wǔ), … ; 某甲 (pinyin: Mǒu Jiǎ literality one First, 甲, 乙, 丙, 丁,… are 天干), 某乙 (pinyin: Mǒu Yǐ), 某丙 (pinyin: Mǒu Bǐng), 小强，小明… |
| Kolumbia                | Fulano de Tal (valószínűleg az arab Fulan-ból), Pepito Pérez, Zutano, Mengano, Perencejo |
| Korea                   | 홍길동 (Hong, Gil-dong) |
| Kuba                    | Fulano Pérez |
| Lengyelország           | Jan Kowalski, Jan Nowak (de a legális/rendőrségi munkákban NN) |
| Lettország              | Jānis Bērziņš |
| Libanon                 | Majhoul (arabul: مجهول), Folan (arabul: فلان) (női megfelelő: Folana, فلانة), Elan (علان) |
| Litvánia                | Vardenis Pavardenis |
| Magyarország            | Gipsz Jakab, Minta Katalin, Kovács János, Jóska Pista, Kiss Pista |
| Mexikó                  | Juan Pérez, Fulano de Tal, Mengano, Perengano, Zutano |
| Malajzia                | Si Anu, Si Polan, Si Polan Bin Si Polan, Mat & Minah |
| Málta                   | Joe Borg |
| Nagy-Britannia          | Fred Bloggs vagy Joe Bloggs, John Smith |
| Németország             | Hans/Max, Erika Muster(mann), Lieschen Müller, Otto Normalverbraucher, Meier/Müller/Schulze, NN. A „hogyishívják” megfelelője Herr (Frau) Dingsbums. Ez teljesen bevett, a Duden is említi. |
| Norvégia                | Ola és Kari Nordmann |
| Pakisztán               | Falani (férfi), Falani (nő). A perzsa megfelelőjéből származik |
| Paraguay                | Juan Pérez, Fulano de Tal, Zultano, Mengano, N.N. |
| Peru                    | Juan Pérez, Fulano de Tal, Zultano, Mengano |
| Olaszország             | Mario Rossi, Tizio, Caio, Sempronio, Pinco Pallino |
| Oroszország             | Иванов (Ivanov), Петров-Сидоров (Petrov és Szidorov), Вася Пупкин (Vaszja Pupkin), Вася Тапочкин (Vaszja Tapocskin) |
| Portugália              | Manuel Dos Santos, Zé Ninguém |
| Románia                 | Ion Popescu |
| Spanyolajkú országok    | Fulanet (férfi) / Fulaneta (nő), Menganet (férfi) / Menganeta (nő) |
| Szerbia és Montenegró   | Petar Petrović, Pera Perić |
| Szingapúr               | Tan Ah Kow |
| Szlovákia               | Jožko Mrkvička |
| Szlovénia               | Janez Novak |
| Spanyolország           | Pepe Pérez, Pedro Pérez, Juan Nadie, Fulano, Fulanito, Mengano, Menganito, Zultano, Zultanito |
| Svédország              | (Herr/Fru) Svensson, Medelsvensson az átlagos svéd, Swede; Kalle, Olle, Pelle, Nisse és Lisa kedveltebb, ha a nevet példaként hozzák fel |
| Svájc                   | Herr und Frau Schweizer, Hans Meier, Hans Mustermann |
| Thaiföld                | Nai-ga (นาย ก), Nai-kha (นาย ข) ahol a „ga”, ill. „kha” (ก és ข) betűk a thai ábécé első két betűje |
| Uruguay                 | Fulano, Mengano; Juan Pérez |
| USA                     | John Doe, Jane Doe, Precious Doe, Baby Doe, John Q. Public, John Smith, Mary Major, Richard Roe, John Stiles, Richard Miles |
| Vietnám                 | Người dấu tên, Nguyễn Văn A (férfi), Nguyễn Thị B (nő) |

## John/Jane Doe a kultúrában
- a Meet John Doe Frank Capra filmje, főszerepben Gary Cooperrel
- Jane Doe a Mr. Big nevű rockbanda száma az 1996-ban megjelent Hey Man című albumukról
- Jane Doe a Within Temptation nevű gótikus metálzenekar száma
- Jane Doe a Converge nevű extrém-metál zenekar 2001-es albuma
- Jane Doe Alicia Keys egyik számának címe
- „John Doe” egy idegen életforma megszemélyesítője a Galaxy Quest című filmben, főszerepben Missi Pyle színésznővel
- John Doe egy sorozatgyilkos neve a Hetedik című filmben
- Jane Doe a neve annak az azonosíthatatlan nőnek, akit a kanadai Paul Bernardo és Karla Homolka rabolt el és erőszakolt meg
- John Doe a Különvélemény c. Steven Spielberg-filmben a szemműtétje miatt retinájáról nem beazonosítható gyilkosának megnevezése (a magyar változatban XY)
- John Q egy 2002-es film (magyar címe: Végszükség), melyben az apa fegyverrel kényszeríti a kórház orvosait fiának szívátültetési műtétjére, mivel nem terjed ki a fiúra az egészségbiztosítási fedezet
- John Doe a 2002-es Fox Broadcasting Company sorozatának címe, főszerepben Dominic Purcell-lel
- Johnny Doe Dirk Diggler rivális színésztársa az 1997-es Boogie Nights című filmben
- John Doe egy képregény, melyet az olasz Eura Editoriale készített
- John Doe egy titkosszolgálati ügynök Dan Gutman The Kid Who Became President című könyvében
- John Doe A szökés (Prison Break) című sorozat 2. évad, 14. részének az angol címe
- A John Doe Traktorgyárban dolgozik a Louie élete című rajzfilmsorozatban Andy Anderson
- John Doe-t megemlíti Machine Gun Kelly, amerikai rapper a Wild Boy című számában
- Jane Doe a Ladies' Code nevű koreai lánybanda száma
- The Autopsy of Jane Doe angol horrorfilm, 2016
- John Doe és Jane Doe hivatalos tesztfiókok a Roblox játékplatformon